# Қ

Kyrillischer Groß- und Kleinbuchstabe des Qa

Das Qa (Қ und қ) ist ein Buchstabe des kyrillischen Alphabets, der sich vom К ableitet. Bei der Transliteration und Transkription ins lateinische Alphabet wird er mit ķ oder q wiedergegeben, im Arabischen als ق (Qaf).

## Verwendung
Verwendet wird dieser Buchstabe vor allem in den der Turksprachen angehörigen Sprachen, die ein kyrillisches Alphabet benutzen, aber auch in der abchasischen und tadschikischen Sprache.
Dieser Buchstabe kommt in folgenden Sprachen vor:
- Abchasisch
- Karakalpakisch
- Kasachisch
- Tadschikisch
- Tofalarisch
- Uigurisch
- Usbekisch

## Zeichenkodierung
| Standard  | Standard    | Majuskel Қ                                | Minuskel қ                              |
| --------- | ----------- | ----------------------------------------- | --------------------------------------- |
| Unicode   | Codepoint   | U+049A                                    | U+049B                                  |
| Unicode   | Name        | CYRILLIC CAPITAL LETTER KA WITH DESCENDER | CYRILLIC SMALL LETTER KA WITH DESCENDER |
| UTF-8     | UTF-8       | D2 9A                                     | D2 9B                                   |
| XML/XHTML | dezimal     | &#1178;                                   | &#1179;                                 |
| XML/XHTML | hexadezimal | &#x049A;                                  | &#x049B;                                |